# Formosania tinkhami
Formosania tinkhami är en fiskart som först beskrevs av Herre, 1934.  Formosania tinkhami ingår i släktet Formosania och familjen grönlingsfiskar. IUCN kategoriserar arten globalt som livskraftig. Inga underarter finns listade i Catalogue of Life.